# IC 4728
IC 4728 ist eine Balken-Spiralgalaxie vom Hubble-Typ SBab im Sternbild Pfau am Südsternhimmel. Sie ist schätzungsweise 200 Millionen Lichtjahre von der Milchstraße entfernt und hat einen Durchmesser von etwa 120.000 Lichtjahren. Gemeinsam mit dreißig weiteren Galaxien bildet sie die IC 4765-Gruppe (LGG 422).

Im selben Himmelsareal befinden sich u. a. die Galaxien IC 4726, IC 4727, IC 4731, IC 4737.
Das Objekt wurde am 20. Juli 1901 vom US-amerikanischen Astronomen DeLisle Stewart entdeckt.